# ドイチェ・ヴェレ
ドイチェ・ヴェレ（ドイツ語: Deutsche Welle）は、ドイツ連邦共和国国営の国際放送事業体である。ラジオ、テレビ、インターネットでサービス提供を行っている。ラジオは28の言語でサービスを展開している。
Deutsche Welleは、直訳すると「ドイツの波」となる。Deutsche WelleはBBCワールドサービス、ボイス・オブ・アメリカ（VOA）、及びラジオ・フランス・インターナショナル（RFI）などの国際放送事業体と類似している。

## 歴史
Deutsche Welle GmbHと呼ばれる最初の放送機関はベルリンを本拠地として、1924年4月に設立された。これは全てのドイツの地域放送の共通有限会社であった。
1953年に設立された新しいドイチェ・ヴェレは完全に異なる機関であった。1953年5月3日に西ドイツの大統領テオドール・ホイスの演説を初めて短波放送で放送した。1953年6月11日、ARDの公共放送はドイチェ・ヴェレのための責任を共有する事に合意して調印を行った。初めは北西ドイツ放送　　Nordwestdeutscher Rundfunk （NWDR）によって運営された。1955年、NWDRは北ドイツ放送（NDR）及び西ドイツ放送（WDR）へ分割された時、WDRがドイチェ・ヴェレ・プログラムの責任を負うことになった。
1954年に、DWは英語、フランス語、スペイン語、及びポルトガル語の放送プログラムを始めた。
1960年にDWは公共放送局であるARDと合併した1962年7月7日に、独立公共機関となった。また1962年に、ペルシア語、トルコ語、ロシア語、ポーランド語、チェコ語、スロバキア語、ハンガリー語、およびセルビア・クロアチア語（現在はセルビア語及びクロアチア語 に分割されている）のサービスが開始された。1963年にこれらの言語はスワヒリ語とハウサ語、インドネシア語、ブルガリア語、ルーマニア語、及びスロベニア語のサービスが加わった。1964年及び1970年に言語上の多様性にギリシア語、イタリア語、ヒンディー語及びウルドゥー語、同じくパシュトー語 及び Dari （パキスタンのローカルでの名称） を含む拡張を行った。1992年にアルバニア語を加え、2000年に、DW はウクライナ語サービスを始めた。
1990年のドイツ再統一と共に、ドイツ民主共和国（東ドイツ）（DGR）のラジオ・ベルリン・インターナショナル（RBI）は組織解体となった。スタッフの何人かおよびRBIの職員はドイチェ・ヴェレに統合され、w:Nauen にある送信施設、同じくRBIの周波数を含む、いくつかの放送機械を継承した。　
DW-TVは1989年中頃に西ベルリンの放送局RIAS（アメリカ占領地域のラジオ局）によって立ち上げられたテレビジョン放送局RIAS-TVとして始められた。この年遅くベルリンの壁が崩壊しRIASは閉鎖された。1992年4月1日、ドイチェ・ヴェレはこの年以降に短いスペイン語放送を断片的に加えた、衛星経由で放送するドイツ語および英語テレビジョン・チャンネル DW TVを始めるためにそれらを使用しようと、RIAS-TV 放送施設を継承した。1995年にそれは24時間放送（ドイツ語12時間、英語12時間。なお、中南米向きの放送ではドイツ語が10時間に削減され、その代わりにスペイン語が2時間割り当てられる）として始められた。その時、DW TVは新しいニューススタジオ及び新しいロゴを導入した。
2001年にドイチェ・ヴェレは北アメリカ向け有料テレビ局・German TVを開始したが、このサービスは2005年いっぱいで休止となった。
ドイチェ・ヴェレはまだ財政及び人員削減に苦しんでいる。予算は5年間に約7500万ユーロ以上縮小され1994年時点では2,200人の従業員の内、1,200人が残留した。将来の削減はまだ予想されている。
2003年に、ドイツ政府はDW-TVおよびDW-RADIOとともに公平なパートナーであるDW-WORLD.DEを設立する -- 3つのメディア組織にDWを定義した、新しい「ドイチェ・ヴェレの法律」を成立させた。DW-WORLD.DEは30カ国語を利用可能であるが、ドイツ語、英語、スペイン語、http://www.dw.de/dw/0,1595,607,00.html ブラジル向けポルトガル語]および中国語に焦点を当てている。アラビア語は2005年1月に7番目に焦点を当てた言語になる。
2014年に、中国の国営放送・中国中央電視台（CCTV）と協力する方針を発表した。ジャーナリストの非政府組織「国境なき記者団」は「中国での視聴者を獲得するために表現の自由を犠牲にするべきではない」と批判した。2015年04月17日、中国の女性記者高瑜氏に懲役７年の判決が下ったことに対抗し、CCTVの提携に向けた話し合いを中断すると発表した。

### 日本語放送・日本における放送
短波による日本語放送は1969年3月2日に試験放送、5月15日に本放送が開始された。当初は本国からのみの送信のため日本国内では受信が困難であり、「幻の日本語放送局」と呼ばれた。しかし、大出力送信機の導入やマルタ島中継局の利用などにより、大幅に受信状態は改善され、また旧ソ連の送信設備を借りてイルクーツクから中継するようになってからさらに安定して受信できるようになった。数少ないヨーロッパからの日本語放送の一つとして親しまれたが、財政難のため1999年12月31日の放送を最後に日本語放送は廃止された。
なお2000年代には、テレビ愛知が全編日本語字幕なしの英語放送を「ヨーロピアンジャーナル」として深夜帯に週1回放送していた（現在は終了）。2007年12月3日から2008年3月21日まで、BS11デジタルで同じく「DWジャーナル」として平日21:30～22:00に放送していた。

## 会長

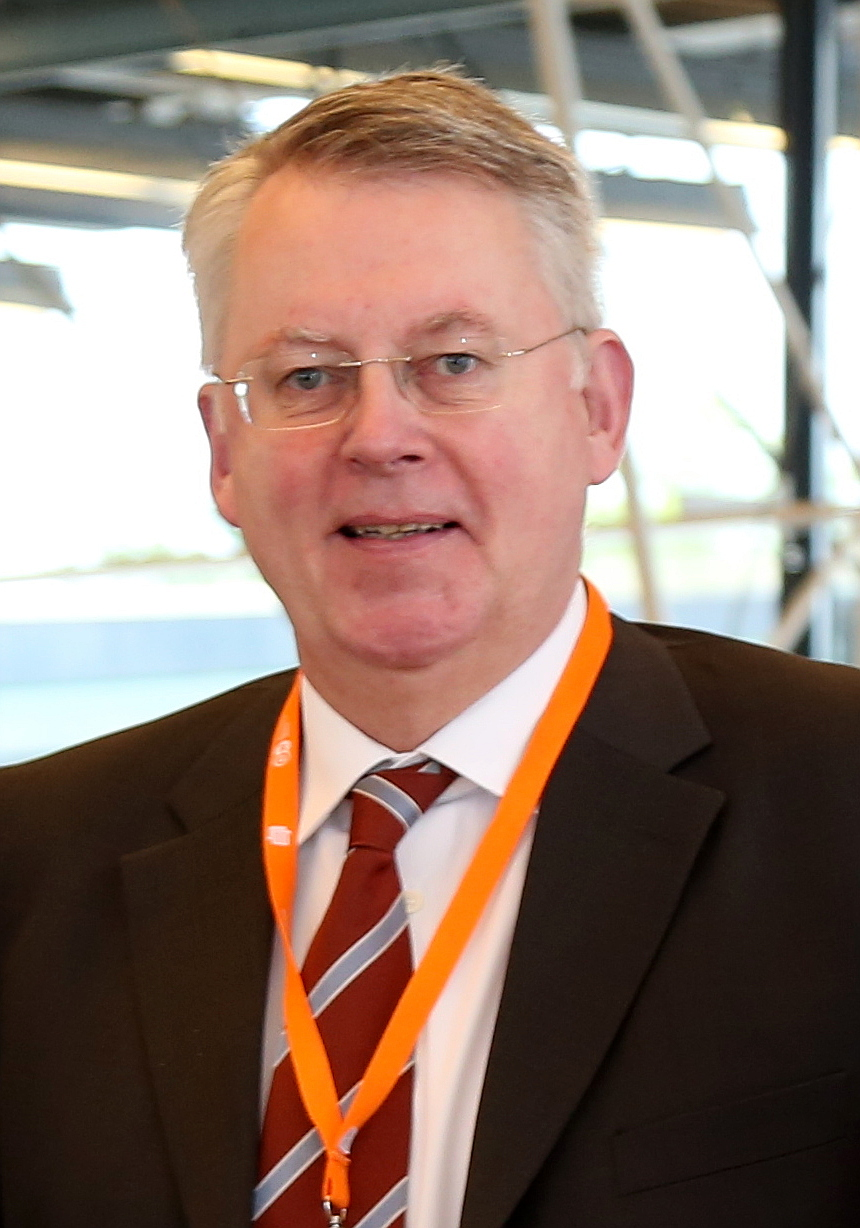
The current Director-General, Peter Limbourg, in 2015

- 1960年10月12日 - 1968年2月29日：Dr. Dr. rer.pol. h.c. Hans Otto Wesemann
- 1968年3月1日 - 1980年2月29日：Walter Steigner
- 1980年3月1日 - 1980年12月8日：Conrad Ahlers
- 1980年12月19日 - 1981年6月30日：Dr. Heinz Fellhauer （暫定的）
- 1981年7月1日 - 1987年6月30日：Klaus Schütz
- 1987年7月1日 - 1989年6月30日：Dr. Heinz Fellhauer
- 1989年7月1日 - 2001年3月31日：Dieter Weirich
- 2001年4月1日 - 2001年9月30日：Dr. Reinhard Hartstein （暫定的な会長代理）
- 2001年10月1日 - 2013年9月30日：Erik Bettermann
- 2013年10月1日 - 現在：Peter Limbourg

## 放送サービス
- DW-RADIO：ドイツ語および英語での24時間サービスと共に28ヶ国語で放送している短波、衛星、およびデジタルラジオ
- DW-TV：他の言語を短く分割する（11pm UTC に一部スペイン語）と共に、ドイツ語（通常奇数時間 UTC＝日本時間偶数時）および英語（通常偶数時間 UTC＝日本時間奇数時）で主に放送している衛星テレビジョン
- DW-WORLD.DE：30 language website
- German TV：DW、ARD、及び ZDFによってのドイツ語有料テレビ